# 多倫戰鬥
多倫戰鬥發生於1933年4月2日，地點則是在中國察哈爾一帶。是抗日戰爭初期的主要戰鬥之一，交戰一方為守軍之國民革命軍，另一方則為日軍。而中國軍隊領導者為孫魁元。最後，日軍獲勝，隨即佔領察哈爾東部之多倫。